# ブルノニア属

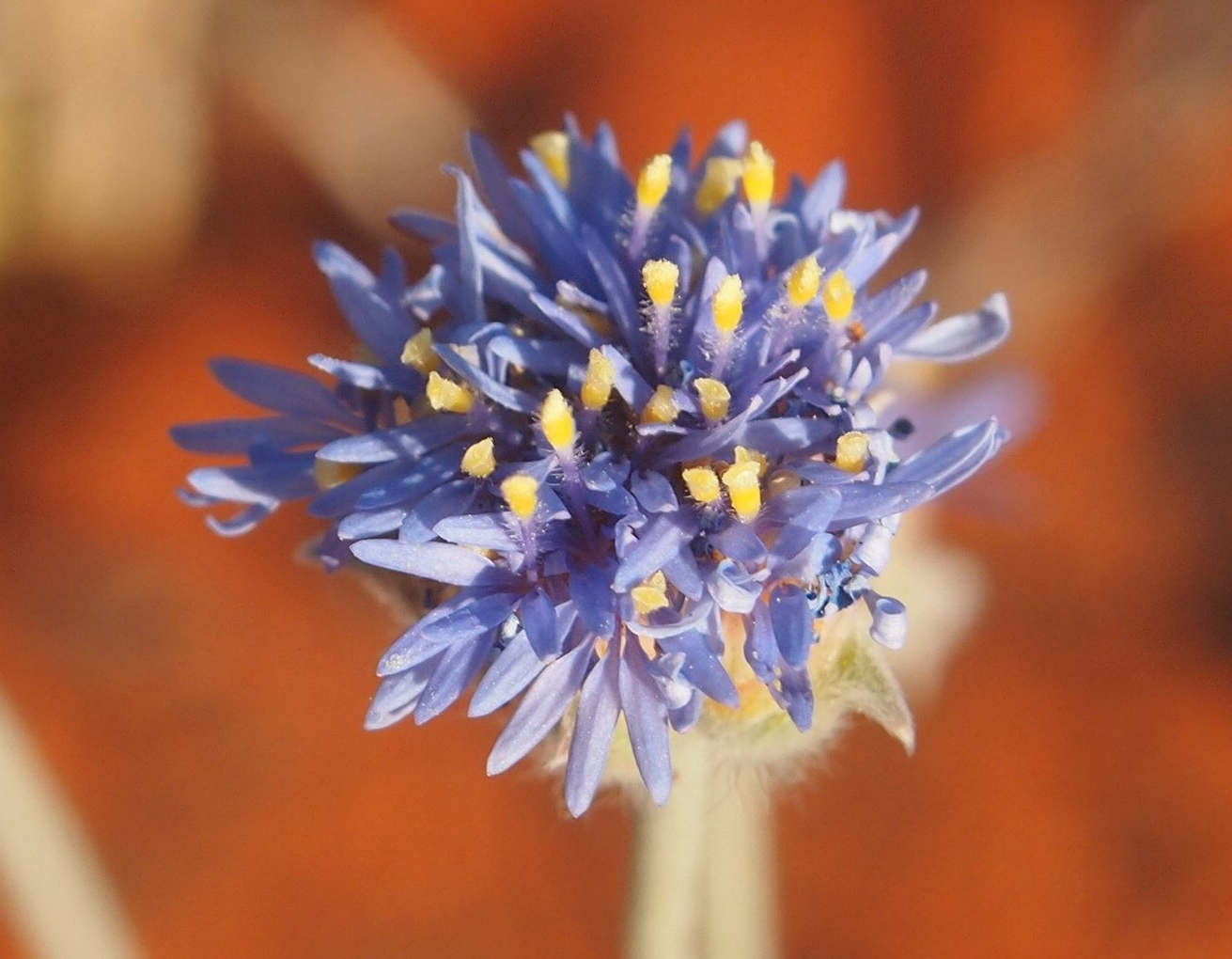
花

ブルノニア属 Brunonia はクサトベラ科に属する植物の属の一つ。Brunonia australis 1種のみが属する。英名は blue pincushion、native cornflowerなど。多年生の草本で、オーストラリアの広範囲の、森林・疎林・砂地に自生する。新エングラー体系・クロンキスト体系では独立の科としてキキョウ目に所属させていた。
葉は長さ10cm程度で、根元から伸びる。春に開花し、花は半球状の塊となって50cmほどの茎の頂部に咲く。

## 分類
マシュー・フリンダースが率いるHMS Investigator の1801–02年の探検航海で、ロバート・ブラウンによって採取され、1810年に記載された。様々な植物との類似点があったため、その上位分類は最近まで未確定のままだった。Brunonia という名はブラウンへの献名である。これは、Brownea がPatrick Browneへの献名としてマメ科の植物に命名されていたため、響きの近い言葉を採用したものである。
1810年2月、ジェームズ・エドワード・スミスは、正式な記載をLinnean Society of Londonに提出した。この中では Brunonia australis、Brunonia sericeaの2種が記載されていた。その年の終わりに、ブラウンはこの名を自身の著書Prodromus florae Novae Hollandiae において使用した。だが、スミスの記載は1811年まで発表されなかったため、属の命名者はブラウンとなった。この結果、ブラウンは意図せずして、自分自身の名を植物に命名しない、という暗黙の了解を破ってしまったことになる。
1907年に B. sericea は B. australis の変種とされ、1992年に B. australis のシノニムとされた。他にも数種が提唱されているが、現在では全て B. australis とされている。

## 栽培
種子からの発芽、株分けのどちらの方法でも容易に殖やすことができる。